# Virgil Pingitzer

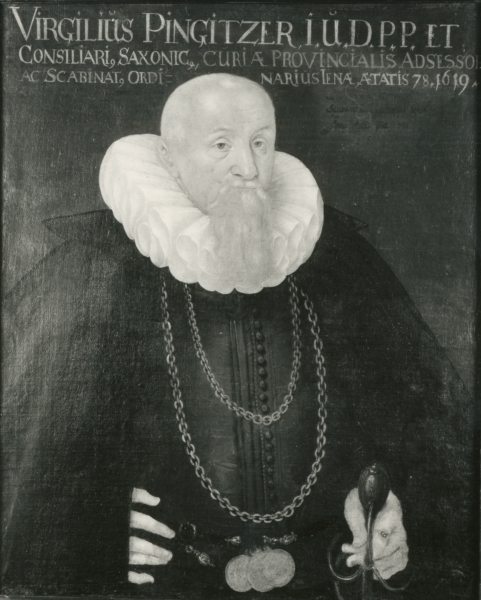
Virgilius Pingitzer

Virgil Pingitzer (* 9. November 1541 in Hallein; † 20. Juli 1619 in Jena) war ein deutsch-österreichischer Rechtswissenschaftler.

## Leben
Pingitzer war der Sohn des Bürgermeisters gleichen Namens und dessen Frau Anna Gremsich. Er wuchs in katholischen Verhältnissen im Fürsterzbistum Salzburg auf, wurde jedoch frühzeitig ein Anhänger der lutherischen Lehren. 1558 zog er nach Jena, wo er der Eröffnung der neu gegründeten Universität Jena beiwohnte und dort Student wurde. 1562 setzte er seine Studien an der Universität Ingolstadt fort. Mit Matthias Wesenbeck zog er 1564 in die Niederlande, weilte an der Universität Löwen, bereiste Frankreich und promovierte 1567 an der Universität Orléans zum Doktor der Rechte. Danach kehrte er nach Jena zurück, wo er als Advokat am Hofgericht arbeitete. 1570 wurde er zum Professor der Rechte an die Universität Jena berufen. Während jener Zeit erlebte er die theologischen Streitigkeiten zwischen Philippisten und Gnesiolutheranern, welche zu gewissen Zerwürfnissen führte.
Als man 1574 die Gründung der Universität Helmstedt andachte, berief man Pingitzer an die Vorgängereinrichtung des Gymnasiums in Gandersheim. Jedoch zog er 1577, wenige Monate nach der Helmstedter Hochschulgründung, wieder nach Thüringen an den Weimarer Hof, wo er Hauslehrer des späteren Herzogs Johann von Sachsen-Weimar wurde. 1587 wurde er abermals Professor in Jena und Beisitzer des Jenaer Hofgerichts. Er stieg bis zur ersten juristischen Professur auf, war Präsident des Konsistoriums, wurde Senior der Juristenfakultät und wirkte dort bis zu seinem Lebensende. Pingitzer beteiligte sich auch an den organisatorischen Aufgaben der Hochschule. So war er mehrfach Dekan der Salanaer Juristenfakultät und Sommersemester 1594, 1604, 1614 Rektor der Alma Mater.

## Familie
Pingitzer war zwei Mal verheiratet. Seine erste Ehe schloss er 1568 mit Katharina Druckscherf († 29. Oktober 1605 in Jena), der Tochter des Jenaer Bürgermeisters Wolfgang Druckscherf (* 1503 in Jena; † 22. Februar 1554 in Jena) und dessen Frau Katharina Zierold († 1578). Aus der Ehe gingen dreizehn Kinder hervor, wovon zwei Söhne und vier Töchter den Vater überlebten. Seine zweite Ehe ging er am 27. April 1607 mit Euphrosine Neander (* 12. März 1576 in Jena; † 26. Januar 1628), der Tochter des Jenaer Medizinprofessors Michael Neander (* 5. April 1529 in Joachimsthal; † 23. Oktober 1581 in Jena) ein. Diese Ehe blieb kinderlos. Seine Witwe heiratete 1621 den Juristen Heinrich Schlutter. Von den Kindern kennt man:
- Friedrich Wilhelm Pingitzer († jung)
- Friedrich Pingitzer († jung)
- Wolfgang Pingitzer  († jung)
- Elisabeth Maria Pingitzer († jung)
- Justina Pingitzer († jung)
- Dorothea Susanna Pingitzer (* 8. März 1581 in Jena; † 1637) verh. 8. Februar 1602 mit Anton Varus
- Catharina Pingitzer († 28. März 1635 in Naumburg) verh. 4. Mai 1591 mit dem Ratskämmerer und späteren Bürgermeister in Naumburg Tobias Harnisch (* 1556; † 20. März 1634 in Naumburg)
- Maria Sophia Pingitzer verh. I Johann Harnisch, verh. II Georg Starck
- Virgel Pingitzer verh. 1619 Maria Lindener
- Anna Pingitzer (* 1575 in Jena; † 24. August 1638 ebd.) verh. 31. März 1600 in Jena mit Dominicus Arumaeus
- Carl Günther Pingitzer (* 12. Dezember 1593 in Jena; † 2. August 1665 ebd.) Universitätsbibliothekar Jena, verh. 20. Juli 1619 in Jena (Naumburg) mit Christina Barth († 1666)

## Werke (Auswahl)
- Disp. de glande legenda. 1596.
- Responsorum s. consiliorum decas una. Frankfurt 1580, Stuttgart 1684, Frankfurt 1694.
- Disputatio De Fideiussoribus. Jena 1605.
- Illustrium quaestionum Saconicarum decades sex. Gera 1607.
- de pace reigionis. Jena 1615.